# Instituto Nacional de Reforma y Desarrollo Agrario
El Instituto Nacional de Reforma y Desarrollo Agrario (IRYDA), fue un organismo público español, activo entre 1971 y 1995.

## Historia
Fundado en 1971, integró al Instituto Nacional de Colonización y el Servicio de Concentración Parcelaria y Ordenación Rural, fusión que tuvo lugar en el seno de una reforma acometida por el ministro de Agricultura Tomás Allende y García Baxter. Su estructura orgánica quedó aprobada en enero de 1972, por decreto del 23 de diciembre de 1971.
Con  la firma del Real Decreto 379/1977 de 21 de enero se autorizaba la constitución de la Empresa de Transformación Agraria (Tragsa) para dar apoyo al Instituto Nacional de Reforma y Desarrollo Agrario (IRYDA) en su tarea de transformación de las explotaciones agrarias españolas.
Desapareció en 1995, al refundirse junto al Instituto Nacional para la Conservación de la Naturaleza (ICONA) en el organismo autónomo de carácter administrativo Parques Nacionales, adscrito al Ministerio de Agricultura, Pesca y Alimentación, a través de la Secretaría General de Desarrollo Rural y Conservación de la Naturaleza.

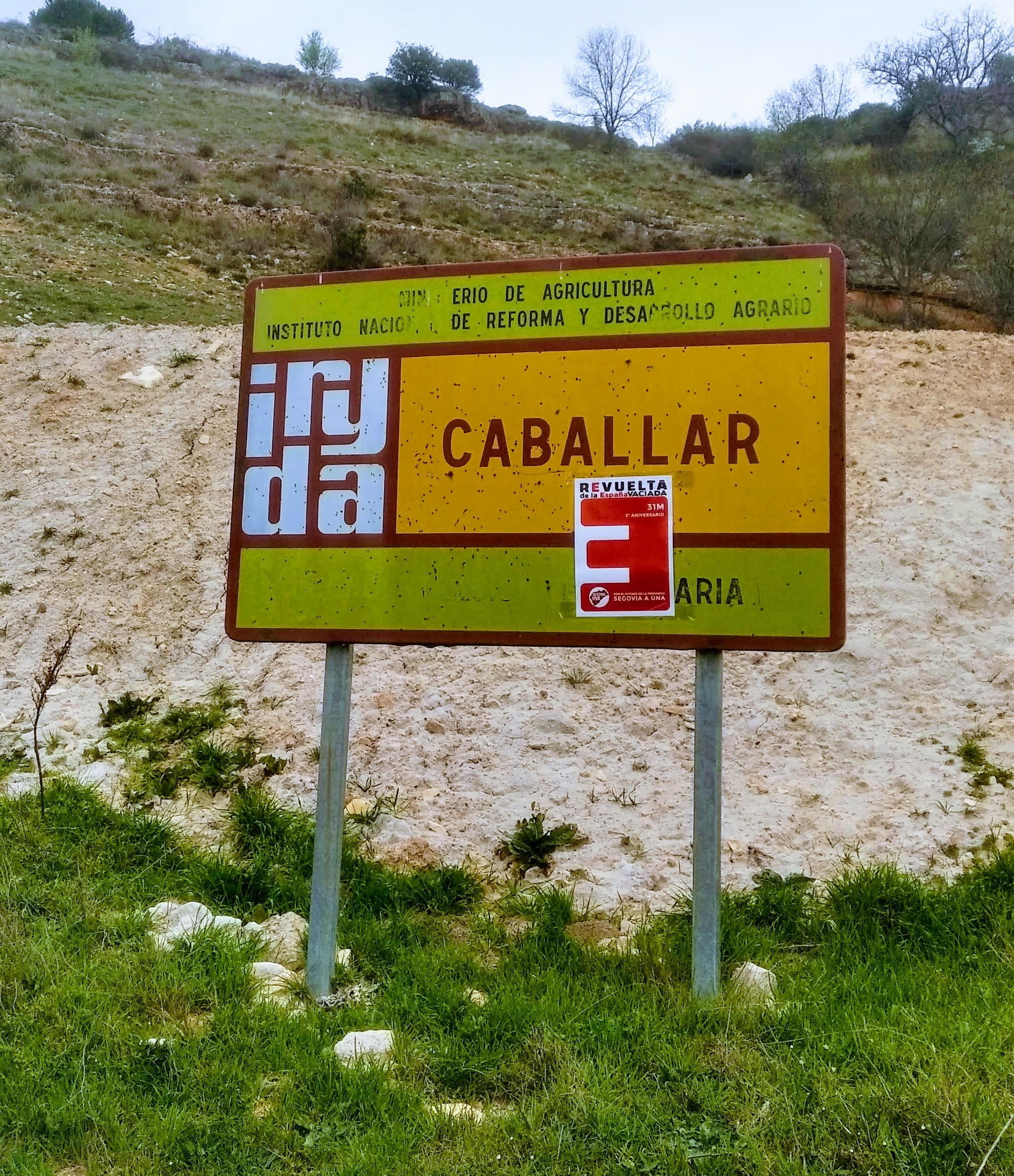
Rótulo del Instituto Nacional de Reforma y Desarrollo Agrario a la entrada de Caballar, provincia de Segovia

## Traspasos
El IRYDA ha sido traspasado a las distintas Comunidades Autónomas, mediante diferentes Reales Decretos: 
- Castilla y León: Real Decreto 3537/81, de 29 de diciembre; Real Decreto 1843/85, de 11 de octubre y el Real Decreto 1055/1995 de 23 de junio por el que los Servicios periféricos desaparecen y asumen todas las funciones las Comunidades Autónomas.[9]
- Región de Murcia: mediante los Reales Decretos 466/1980, de 29 de febrero (art. 14); 3536/1981, de 29 de diciembre; 642/1985, de 2 de abril y 648/1995, de 21 de abril, fueron aprobados diversos Acuerdos de traspaso a la Comunidad Autónoma de la Región de Murcia en materia de agricultura, entre ellos los relativos a reforma y desarrollo agrario.[10]